# Georg Kolmer
Johann Georg Kolmer (auch Kollmar oder Colmar) (* 27. Juni 1807 in Hohenaltheim; † 22. September 1874 in Gera) war ein deutscher Zeugmachermeister und Politiker.

## Leben
Kolmer war der Sohn des Weidschäfers Kac(k)ob Colmar (Kolmer) und dessen Ehefrau Anna Maria geborene Burger. Kolmer, der evangelisch-lutherischer Konfession war, heiratete am 16. Januar 1844 in Gera Johanne Juliane Voigt (* 19. Februar 1816 in Gera; † 3. Mai 1896 ebenda), die Tochter des Zeugmachermeisters Johann Christoph Samuel Voigt in Gera. Gustav Hartig heiratete seine Tochter Auguste Marie und ist daher sein Schwiegersohn.
Kolmer machte eine Zeugmacherlehre, wird 1843 als Zeugmachergeselle und später als Zeugmachermeister genannt.
Er war 1861 bis 1874 Mitglied im Gemeinderat der Stadt Gera. Vom 31. Oktober 1871 bis zum 28. August 1874 war er Mitglied im Landtag Reuß jüngerer Linie.